# Tour de France 2023/19. Etappe
Die 19. Etappe der Tour de France 2023 fand am 21. Juli 2023 statt und führte die 110. Austragung auf welligem Terrain in Richtung Norden. Die Strecke startete in Moirans-en-Montagne und führte über 172,8 Kilometer nach Poligny. Nach der Zielankunft haben die Fahrer insgesamt 3157 Kilometer absolviert, was 92,7 % der Gesamtdistanz der Rundfahrt entspricht.
Die Etappe entschied der Slowene Matej Mohorič (Bahrain Victorious) für sich, nachdem er sich im Zielsprint knapp vor Kasper Asgreen (Soudal Quick-Step) durchgesetzt hatte. Beide waren Teil einer Fluchtgruppe gewesen, die sich im Rennverlauf immer wieder neu formierte. Jonas Vingegaard (Jumbo-Visma) verteidigte das Gelbe Trikot.

## Streckenführung
Der neutralisierte Start erfolgte in Moirans-en-Montagne auf der Rue du Collège neben dem Complexe Sportif Jura Sud. Auf den ersten Kilometern führte die Strecke ins Zentrum des Startorts, ehe dieser in Richtung Norden auf der D296 verlassen wurde. Nachdem Crenans durchfahren worden war, wurde das Rennen bei Charchilla auf der D470 nach 7,5 Kilometern freigegeben.
Nach dem offiziellen Start folgte die Strecke der D470 und überquerte den Ain über die Pont de La Pyle. Nun führte die Strecke auf der anderen Seite des Ufers zurück Richtung Süden, ehe auf der D3 mit der Côte du Bois de Lionge (686 m) die erste Bergwertung des Tages nach 23,7 Kilometern erreicht wurde. Diese wies auf einer Länge von 1,9 Kilometern eine Durchschnittssteigung von 5,7 % auf und war als Anstieg der 4. Kategorie klassifiziert. Danach erreichten die Fahrer Arinthod, ehe sie gen Norden drehten und auf welligem Terrain durch Orgelet, Pont-de-Poitte und Doucier nach Ney gelangten, wo bei Kilometer 97,7, etwa zur Hälfte der Etappe, der Zwischensprint ausgefahren wurde. Unmittelbar darauf wurdeChampagnole durchfahren und die Strecke führte über Crotenay nach Salins-les-Bains. Über Pretin gelangten die Fahrer auf die Côte d’Ivory (602 m), die mit einer Länge von 2,3 Kilometern und einem Steigungsschnitt von 5,9 % als Bergwertung der 3. Kategorie klassifiziert worden war. Die Kuppe wurde 28,1 Kilometer vor dem Ziel überquert, ehe die Strecke über Arbois und Aumont zum Zielort Poligny führte.
Die Zielgerade auf der D905 war rund 8,6 Kilometer lang und endete vor dem Zentrum von Poligny kurz vor der Unterführung der N83.
|                            | Ort                    | Kilometer | Länge (km) | Höhe (m) | Ø Steigung |
| -------------------------- | ---------------------- | --------- | ---------- | -------- | ---------- |
| neutralisierter Start      | Moirans-en-Montagne    | −7,5      |            |          |            |
| offizieller Start          | Charchilla (D470)      | 0         |            |          |            |
| Bergwertung (4. Kategorie) | Côte du Bois de Lionge | 23,7      | 1,9        | 686      | 5,7 %      |
| Zwischensprint             | Ney                    | 97,7      |            |          |            |
| Bergwertung (3. Kategorie) | Côte d'Ivory           | 144,7     | 2,3        | 602      | 5,9 %      |
| Ziel                       | Poligny                | 172,8     |            |          |            |

## Rennverlauf
Unmittelbar nach dem Start kam es zu den ersten Angriffen, wobei sich anfangs keine Gruppe lösen konnte. Zeitweise führten Alexei Luzenko (Astana Qazaqstan) und Mads Pedersen (Lidl-Trek) das Rennen an, wobei der Erstgenannte sich die Bergwertung auf der Côte du Bois de Lionge sicherte. Nachdem die beiden eingeholt worden waren, lösten sich Julian Alaphilippe (Soudal Quick-Step) und Stefan Küng (Groupama-FDJ) vom Hauptfeld, das aufgrund des hohen Tempos zerfallen war. Adam Yates (UAE Team Emirates) befand sich kurzzeitig auch in einer angehängt Gruppe, konnte jedoch durch die Hilfe seiner Mannschaftskollegen wieder zur Gruppe ums Gelbe Trikot aufschließen. Nach rund 50 Kilometern formierte sich schlussendlich die Fluchtgruppe des Tages. In dieser waren mit Warren Barguil (Arkéa-Samsic), Tiesj Benoot (Jumbo-Visma), Jack Haig (Bahrain Victorious), Julian Alaphilippe, Georg Zimmermann (Intermarché-Circus-Wanty), Nils Politt (Bora-hansgrohe), Victor Campenaerts (Lotto Dstny), Mads Pedersen und Matteo Trentin (UAE Team Emirates) neun Fahrer vertreten. Nils Politt fiel jedoch aufgrund eines technischen Defekts wieder in die Hauptgruppe zurück, deren Rückstand lediglich eine Minute betrug.
Beim Zwischensprint in Ney, etwas zur Hälfte der Etappendistanz, sicherte sich Mads Pedersen die meisten Punkte, ehe Jasper Philipsen (Alpecin-Deceuninck) den Sprint im Hauptfeld gewann. Nach dem Zwischensprint hielt die Alpecin-Deceuninck Mannschaft das Tempo weiter hoch und es setzte sich eine große Gruppe vom Hauptfeld ab. In dieser waren Thomas Pidcock (Ineos Grenadiers), Ben O’Connor, Oliver Naesen (AG2R Citroën), Hugo Houle, Krists Neilands, Simon Clarke (alle Israel-Premier Tech), Ion Izagirre (Cofidis), Mathieu van der Poel, Jasper Philipsen (beide Alpecin-Deceuninck), Neilson Powless, Alberto Bettiol (beide EF Education-EasyPost), Lars van den Berg (Groupama-FDJ), Matej Mohorič, Fred Wright (beide Bahrain Victorious), Jonas Abrahamsen, Anthon Charmig, Rasmus Tiller, Søren Wærenskjold (alle Uno-X), Marco Haller, Jordi Meeus (beide Bora-hansgrohe), Kasper Asgreen (Soudal Quick-Step), Christophe Laporte (Jumbo-Visma), Daniel Oss, Anthony Turgis (beide TotalEnergies), Luka Mezgec, Luke Durbridge und Dylan Groenewegen (alle Jayco AlUla) vertreten. Kurze Zeit später schloss die Gruppe zur Spitze des Rennens auf, wo sich nun 36 Fahrer befanden. Während im Hauptfeld die Intermarché-Circus-Wanty Mannschaft die Nachführarbeit übernahm, setzten sich Victor Campenaerts und Simon Clarke von der Spitzengruppe ab. Die beiden fuhren einen Vorsprung von knapp einer Minute heraus, ehe Simon Clarke am Fuße der Côte d’Ivory zurückfiel. Im Anstieg wurde auch Victor Campenaerts eingeholt und es bildete sich eine drei Fahrer umfassende Spitzengruppe um Kasper Asgreen, der im Anstieg angegriffen hatte.
Auf der Kuppe der Côte d'Ivory hatten Ben O’Connor, Matej Mohorič und Kasper Asgreen einen Vorsprung von rund 15 Sekunden, wobei Matej Mohorič die meisten Punkte bei der Bergwertung holte. Dahinter formierte sich eine größere Verfolgergruppe, die sich nach der anschließenden Abfahrt in zwei Gruppen teilte. Das Spitzentrio verteidigte jedoch seinen Vorsprung und konnte diesen auf den letzten Kilometern noch einmal ausbauen. Ben O’Connor eröffnete den Sprint früh, konnte jedoch keine Lücke herausfahren. Kasper Asgreen nutzte den Windschatten des Australiers und ging rund 100 Meter vor dem Ziel an ihm vorbei. Auf den letzten Metern schob sich Matej Mohorič an dem Dänen vorbei und feierte seinen zweiten Tour-de-France-Etappensieg. In der Verfolgergruppe sprintete Jasper Philispen auf Platz vier. Das Hauptfeld erreichte das Ziel mit einem Rückstand von 13 Minuten und 43 Sekunden.
In der Gesamtwertung kam es trotz der hektischen Anfangsphase zu keinen nennenswerten Veränderungen. Jonas Vingegaard (Jumbo-Visma) verteidigte das Gelbe Trikot und lag weiterhin vor Tadej Pogačar (UAE Team Emirates), der die Nachwuchswertung anführte. Jasper Philipsen baute seinen Vorsprung in der Punktewertung weiter aus, während Giulio Ciccone (Lidl-Trek) die Bergwertung verteidigte. In der Mannschaftswertung lag weiterhin das Team Jumbo-Visma in Führung. Alle 151 Starter erreichten das, wobei Victor Campenaerts zum kämpferischsten Fahrer der Etappe gewählt wurde.

## Ergebnis
| \| Etappenergebnis \| Etappenergebnis \| Etappenergebnis \| Etappenergebnis \| Etappenergebnis \| \| Fahrer \| Fahrer \| Land \| Team \| Zeit \| \| --------------- \| ------------------ \| ---------------------- \| --------------------- \| --------------- \| \| 1. \| Matej Mohorič \| Slowenien \| Bahrain Victorious \| 3 h 31 min 02 s \| \| 2. \| Kasper Asgreen \| Dänemark \| Soudal Quick-Step \| + 0 s \| \| 3. \| Ben O’Connor \| Australien \| AG2R Citroën Team \| + 4 s \| \| 4. \| Jasper Philipsen \| Belgien \| Alpecin-Deceuninck \| + 39 s \| \| 5. \| Mads Pedersen \| Dänemark \| Lidl-Trek \| + 39 s \| \| 6. \| Christophe Laporte \| Frankreich \| Jumbo-Visma \| + 39 s \| \| 7. \| Luka Mezgec \| Slowenien \| Team Jayco AlUla \| + 39 s \| \| 8. \| Alberto Bettiol \| Italien \| EF Education-EasyPost \| + 39 s \| \| 9. \| Matteo Trentin \| Italien \| UAE Team Emirates \| + 39 s \| \| 10. \| Thomas Pidcock \| Vereinigtes Königreich \| Ineos Grenadiers \| + 39 s \| |                    |                        |                       |                 |
| |                    |                        |                       |                 |
| Quelle: ProCyclingStats |                    |                        |                       |                 |
| Etappenergebnis |                    |                        |                       |                 |
| Fahrer | Fahrer             | Land                   | Team                  | Zeit            |
| 1. | Matej Mohorič      | Slowenien              | Bahrain Victorious    | 3 h 31 min 02 s |
| 2. | Kasper Asgreen     | Dänemark               | Soudal Quick-Step     | + 0 s           |
| 3. | Ben O’Connor       | Australien             | AG2R Citroën Team     | + 4 s           |
| 4. | Jasper Philipsen   | Belgien                | Alpecin-Deceuninck    | + 39 s          |
| 5. | Mads Pedersen      | Dänemark               | Lidl-Trek             | + 39 s          |
| 6. | Christophe Laporte | Frankreich             | Jumbo-Visma           | + 39 s          |
| 7. | Luka Mezgec        | Slowenien              | Team Jayco AlUla      | + 39 s          |
| 8. | Alberto Bettiol    | Italien                | EF Education-EasyPost | + 39 s          |
| 9. | Matteo Trentin     | Italien                | UAE Team Emirates     | + 39 s          |
| 10. | Thomas Pidcock     | Vereinigtes Königreich | Ineos Grenadiers      | + 39 s          |

## Gesamtstände
| \| Gesamtwertung \| Gesamtwertung \| Gesamtwertung \| Gesamtwertung \| Gesamtwertung \| \| Fahrer \| Fahrer \| Land \| Team \| Zeit \| \| ------------- \| ---------------- \| ---------------------- \| ------------------ \| ---------------- \| \| 1. \| Jonas Vingegaard \| Dänemark \| Jumbo-Visma \| 75 h 49 min 24 s \| \| 2. \| Tadej Pogačar \| Slowenien \| UAE Team Emirates \| + 7 min 35 s \| \| 3. \| Adam Yates \| Vereinigtes Königreich \| UAE Team Emirates \| + 10 min 45 s \| \| 4. \| Carlos Rodríguez \| Spanien \| Ineos Grenadiers \| + 12 min 01 s \| \| 5. \| Simon Yates \| Vereinigtes Königreich \| Team Jayco AlUla \| + 12 min 19 s \| \| 6. \| Pello Bilbao \| Spanien \| Bahrain Victorious \| + 12 min 50 s \| \| 7. \| Jai Hindley \| Australien \| Bora-Hansgrohe \| + 13 min 50 s \| \| 8. \| Felix Gall \| Österreich \| AG2R Citroën Team \| + 16 min 11 s \| \| 9. \| Sepp Kuss \| Vereinigte Staaten \| Jumbo-Visma \| + 16 min 49 s \| \| 10. \| David Gaudu \| Frankreich \| Groupama-FDJ \| + 17 min 57 s \| |                  |                        |                    |                  |
| |                  |                        |                    |                  |
| Quelle: ProCyclingStats |                  |                        |                    |                  |
| Gesamtwertung |                  |                        |                    |                  |
| Fahrer | Fahrer           | Land                   | Team               | Zeit             |
| 1. | Jonas Vingegaard | Dänemark               | Jumbo-Visma        | 75 h 49 min 24 s |
| 2. | Tadej Pogačar    | Slowenien              | UAE Team Emirates  | + 7 min 35 s     |
| 3. | Adam Yates       | Vereinigtes Königreich | UAE Team Emirates  | + 10 min 45 s    |
| 4. | Carlos Rodríguez | Spanien                | Ineos Grenadiers   | + 12 min 01 s    |
| 5. | Simon Yates      | Vereinigtes Königreich | Team Jayco AlUla   | + 12 min 19 s    |
| 6. | Pello Bilbao     | Spanien                | Bahrain Victorious | + 12 min 50 s    |
| 7. | Jai Hindley      | Australien             | Bora-Hansgrohe     | + 13 min 50 s    |
| 8. | Felix Gall       | Österreich             | AG2R Citroën Team  | + 16 min 11 s    |
| 9. | Sepp Kuss        | Vereinigte Staaten     | Jumbo-Visma        | + 16 min 49 s    |
| 10. | David Gaudu      | Frankreich             | Groupama-FDJ       | + 17 min 57 s    |

| Punktewertung | Punktewertung     | Punktewertung | Punktewertung      | Punktewertung |
| Fahrer        | Fahrer            | Land          | Team               | Punkte        |
| ------------- | ----------------- | ------------- | ------------------ | ------------- |
| 1.            | Jasper Philipsen  | Belgien       | Alpecin-Deceuninck | 377 P.        |
| 2.            | Mads Pedersen     | Dänemark      | Lidl-Trek          | 238 P.        |
| 3.            | Bryan Coquard     | Frankreich    | Cofidis            | 188 P.        |
| 4.            | Tadej Pogačar     | Slowenien     | UAE Team Emirates  | 146 P.        |
| 5.            | Kasper Asgreen    | Dänemark      | Soudal Quick-Step  | 125 P.        |
| 6.            | Jordi Meeus       | Belgien       | Bora-Hansgrohe     | 123 P.        |
| 7.            | Jonas Vingegaard  | Dänemark      | Jumbo-Visma        | 107 P.        |
| 8.            | Matej Mohorič     | Slowenien     | Bahrain Victorious | 106 P.        |
| 9.            | Pello Bilbao      | Spanien       | Bahrain Victorious | 95 P.         |
| 10.           | Dylan Groenewegen | Niederlande   | Team Jayco AlUla   | 95 P.         |

| Bergwertung | Bergwertung                | Bergwertung            | Bergwertung            | Bergwertung |
| Fahrer      | Fahrer                     | Land                   | Team                   | Punkte      |
| ----------- | -------------------------- | ---------------------- | ---------------------- | ----------- |
| 1.          | Giulio Ciccone             | Italien                | Lidl-Trek              | 88 P.       |
| 2.          | Felix Gall                 | Österreich             | AG2R Citroën Team      | 82 P.       |
| 3.          | Jonas Vingegaard           | Dänemark               | Jumbo-Visma            | 81 P.       |
| 4.          | Neilson Powless            | Vereinigte Staaten     | EF Education-EasyPost  | 58 P.       |
| 5.          | Tadej Pogačar              | Slowenien              | UAE Team Emirates      | 49 P.       |
| 6.          | Simon Yates                | Vereinigtes Königreich | Team Jayco AlUla       | 40 P.       |
| 7.          | Tobias Halland Johannessen | Norwegen               | Uno-X Pro Cycling Team | 38 P.       |
| 8.          | Jai Hindley                | Australien             | Bora-Hansgrohe         | 31 P.       |
| 9.          | Michał Kwiatkowski         | Polen                  | Ineos Grenadiers       | 30 P.       |
| 10.         | Michael Woods              | Kanada                 | Israel-Premier Tech    | 28 P.       |

| Nachwuchswertung | Nachwuchswertung           | Nachwuchswertung       | Nachwuchswertung       | Nachwuchswertung  |
| Fahrer           | Fahrer                     | Land                   | Team                   | Zeit              |
| ---------------- | -------------------------- | ---------------------- | ---------------------- | ----------------- |
| 1.               | Tadej Pogačar              | Slowenien              | UAE Team Emirates      | 75 h 56 min 59 s  |
| 2.               | Carlos Rodríguez           | Spanien                | Ineos Grenadiers       | + 4 min 26 s      |
| 3.               | Felix Gall                 | Österreich             | AG2R Citroën Team      | + 8 min 36 s      |
| 4.               | Thomas Pidcock             | Vereinigtes Königreich | Ineos Grenadiers       | + 37 min 09 s     |
| 5.               | Mattias Skjelmose          | Dänemark               | Lidl-Trek              | + 1 h 47 min 09 s |
| 6.               | Mathieu Burgaudeau         | Frankreich             | TotalEnergies          | + 1 h 54 min 15 s |
| 7.               | Tobias Halland Johannessen | Norwegen               | Uno-X Pro Cycling Team | + 2 h 07 min 04 s |
| 8.               | Clément Champoussin        | Frankreich             | Arkéa-Samsic           | + 2 h 38 min 01 s |
| 9.               | Matthew Dinham             | Australien             | Team DSM-Firmenich     | + 2 h 54 min 30 s |
| 10.              | Maxim Van Gils             | Belgien                | Lotto Dstny            | + 3 h 00 min 34 s |

| Mannschaftswertung | Mannschaftswertung  | Mannschaftswertung           | Mannschaftswertung |
| Team               | Team                | Land                         | Zeit               |
| ------------------ | ------------------- | ---------------------------- | ------------------ |
| 1.                 | Jumbo-Visma         | Niederlande                  | 227 h 54 min 45 s  |
| 2.                 | UAE Team Emirates   | Vereinigte Arabische Emirate | + 27 min 15 s      |
| 3.                 | Bahrain Victorious  | Bahrain                      | + 30 min 09 s      |
| 4.                 | Ineos Grenadiers    | Vereinigtes Königreich       | + 32 min 56 s      |
| 5.                 | Groupama-FDJ        | Frankreich                   | + 1 h 00 min 51 s  |
| 6.                 | AG2R Citroën Team   | Frankreich                   | + 1 h 52 min 48 s  |
| 7.                 | Bora-Hansgrohe      | Deutschland                  | + 1 h 58 min 48 s  |
| 8.                 | Team Jayco AlUla    | Australien                   | + 3 h 12 min 23 s  |
| 9.                 | Movistar Team       | Spanien                      | + 4 h 26 min 56 s  |
| 10.                | Israel-Premier Tech | Israel                       | + 4 h 30 min 01 s  |